# Riemerschmidpark
Koordinaten: 47° 56′ 8,6″ N, 11° 25′ 54,9″ O

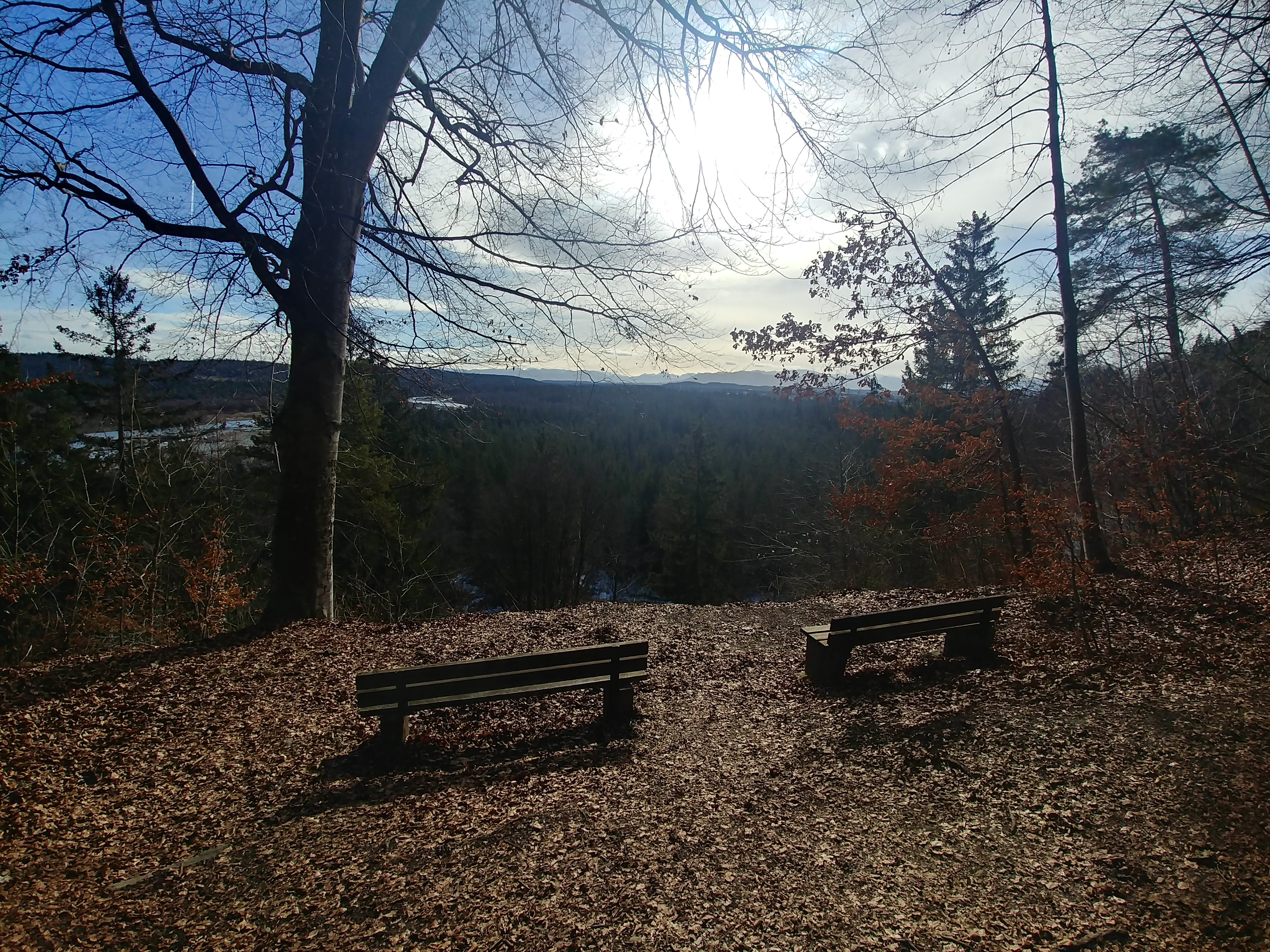
Bänke in der Erholungszone des Riemerschmidparks, Isar und die Alpen im Hintergrund

Der Riemerschmidpark ist ein Waldgebiet zwischen Icking und dem Wolfratshauser Stadtteil Weidach. Er hat eine Größe von 4,85 Hektar und gehört dem Isartalverein. Der Baumbestand des Parks umfasst rund 1800 Bäume mit einem Durchmesser von mehr als sieben Zentimetern. Knapp die Hälfte der Bäume sind Buchen, circa ein Drittel Fichten; außerdem stehen dort auch weitere Baumarten wie Bergahorn, Lärche, Kiefer, Esche, Eibe oder Wildkirsche. Im Jahr 2017 wurden 138 Bäume als Biotopbäume gekennzeichnet, d. h. sie hatten Höhlen oder Faulstellen und sind deshalb als Brut- oder Lebensstätten für Spechte, Eulen und weitere Tierarten geeignet.
Der Riemerschmidpark ist in drei Zonen geteilt – für Erholung, Naturschutz und Forstwirtschaft. Von einem Aussichtspunkt im Park aus kann der Zusammenfluss von Isar und Loisach gesehen werden. Der Park ist in 20 Minuten vom Wolfratshauser Ortsteil Weidach erreichbar.
Der Park wurde nach dem Münchner Künstler und Architekten Richard Riemerschmid (1868–1957) benannt, einem Mitgründer des Isartalvereins, der 1940 das Areal dem Isartalverein schenkte. Ein Gedenkstein erinnert an seine zwei in den beiden Weltkriegen gefallenen Söhne Helmut und Gerhart.